# Рощино (Северо-Казахстанская область)
Рощино (каз. Рощино) — село в районе Магжана Жумабаева Северо-Казахстанской области Казахстана. Входит в состав Успенского сельского округа. Код КАТО — 593677300.

## Население
В 1999 году население села составляло 327 человек (177 мужчин и 150 женщин). По данным переписи 2009 года, в селе проживало 212 человек (109 мужчины и 103 женщины).